# Rąbież (gmina Wierzbno)
Rąbież (dawn. Rąbierz) – wieś w Polsce, położona w województwie mazowieckim, w powiecie węgrowskim, w gminie Wierzbno. Sąsiaduje z wsią Rąbierz-Kolonia.
W latach 1975–1998 miejscowość należała administracyjnie do województwa siedleckiego.
Wierni Kościoła rzymskokatolickiego należą do parafii św. Mikołaja w Dobrem.